# فرانك فليتشير
فرانك فليتشير (بالإنجليزية: Frank Fletcher)‏ هو لاعب كرة قاعدة أمريكي، ولد في 6 مارس 1891، وتوفي في 7 أكتوبر 1974 في سانت بيترسبرغ في الولايات المتحدة.

## وصلات خارجية
- فرانك فليتشير على موقعبيزبول رفرنس.كوم (الدوري الرئيسي) (الإنجليزية)
- فرانك فليتشير على موقعبيزبول رفرنس.كوم (الدوري الثانوي) (الإنجليزية)